# Lovci lebek

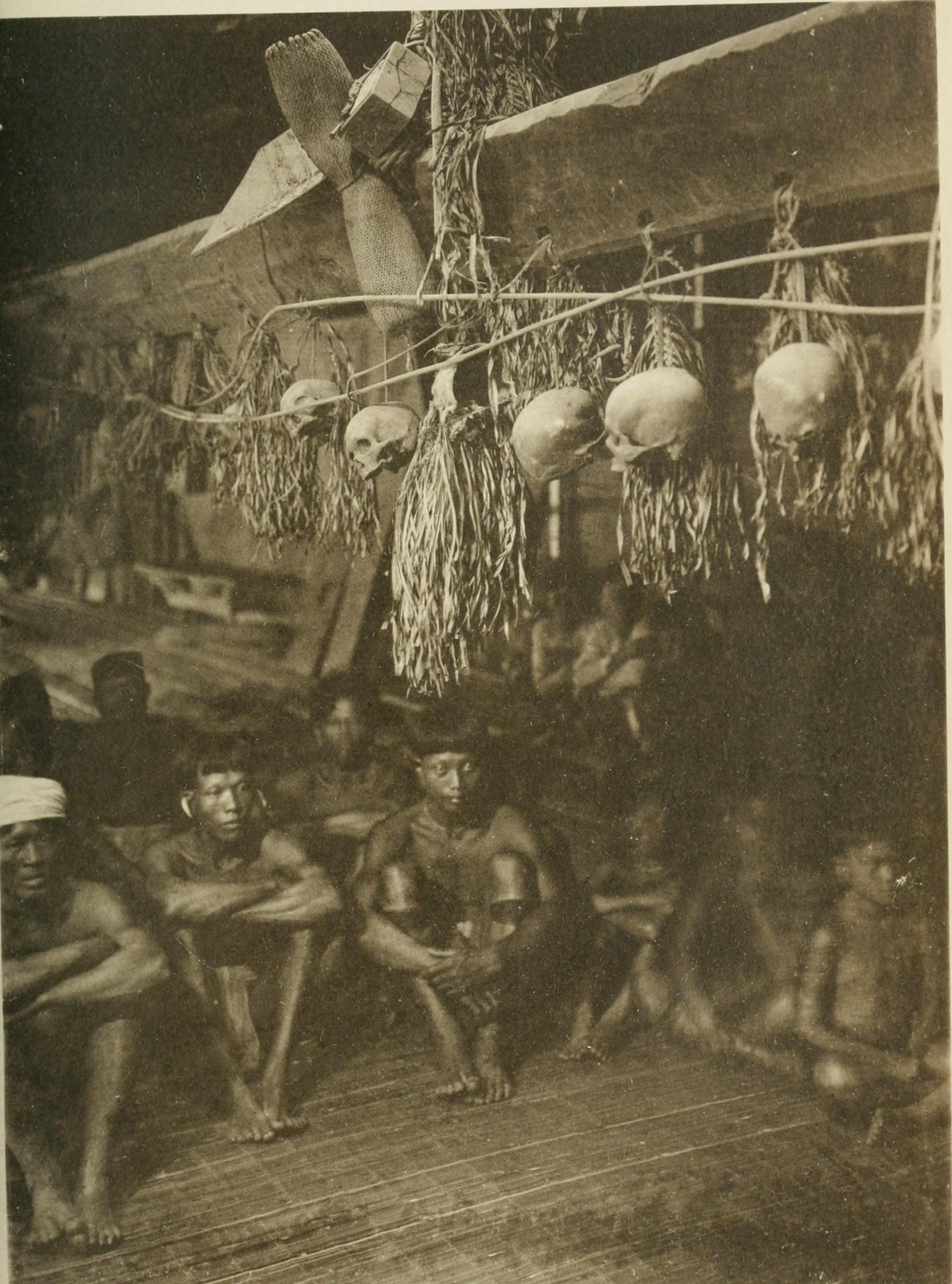
Dajákové v „dlouhém domě“ na Borneu

Lovci lebek jsou lidé, kteří zabitým nepřátelům usekávají hlavy a odnášejí je jako vítězné trofeje nebo předmět kultu. V určitém období byl lov lebek rozšířen ve většině světových kultur. Trofejí může být vybělená lebka nebo naopak stažená, vyčiněná a zmenšená kůže z hlavy – tsantsa. Alternativou k lovu lebek je skalpování.

## Asie

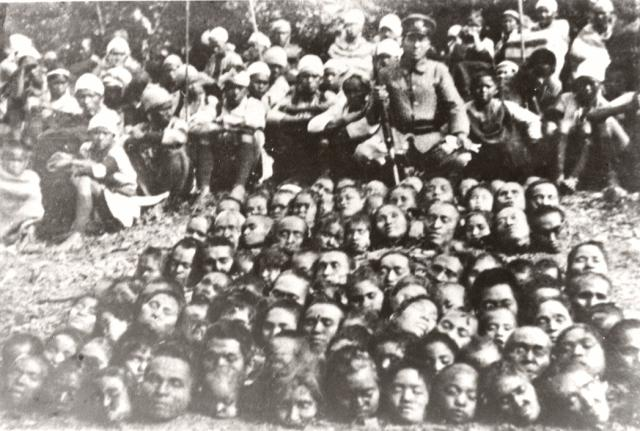
Vystavené hlavy domorodců na Tchaj-wanu, které zabili domorodí spojenci Japonců při potlačení povstání roku 1930

Nejobávanějšími asijskými lovci lebek byli patrně Nágové ze severovýchodní Indie, u nichž tato praktika zanikla až kolem roku 1960. Kočovníci ve stepích Střední Asie a východní Evropy, např. Hunové, Pečeněhové, Seldžukové či Mongolové vyráběli z horní části lebek poražených nepřátel (zvláště jejich vůdců) poháry na pití, mnohdy zdobené drahými kovy. Nádoby z lebek se vyskytovaly také v Indii, Tibetu a islámském světě. Ze známých osobností tímto způsobem skončila např. lebka kyjevského knížete Svjatoslava Igoreviče nebo uzbeckého chána Šejbániho.
Hlavy poražených nepřátel stínali a sbírali také japonští samurajové, k jejich válečnické výbavě patřila dokonce zvláštní síťová taška na nepřátelské hlavy. Stejná praxe se vyskytovala i ve starověké Číně v období vlády dynastií Šang a Čou, zde však záhy zanikla. V Japonsku naproti tomu přežila až do 19. století.
Po celé Asii bylo v minulosti rozšířeno vystavování hlav popravených zločinců či odpůrců jako výstraha. V nejextrémnější formě se jednalo o celé věže z lebek, které nechal stavět například mongolský dobyvatel Timur Lenk. Podobné metody používali za svého teroru v Kambodži 70. letech 20. století také Rudí Khmerové.

## Evropa
Ve starověku byl lov lebek znám také na území Evropy. Podle antických autorů jej praktikovali hlavně Skythové, kteří prováděli také skalpování. Keltové a v menší míře zřejmě také Germáni přinášeli hlavy zabitých nepřítel jako oběti bohům a zdobili jimi kultovní místa. Lov lebek byl snad původně znám i v antickém Řecku. Svědčí o tom báje o Pelopovi, jehož tchán Oinomaios zabíjel nápadníky své dcery Hippodamie a jejich lebky vystavoval na kůlech před svým palácem.
Jako pozůstatek lovu lebek lze chápat i vystavování hlav poražených nepřátel a později také popravených zločinců ve středověké a raně novověké Evropě a Asii. Zde však už převládla funkce výstrahy či zastrašování nad významem trofeje nebo posvátného předmětu. Určitou spojitost s lovem lebek snad mají i barokní kostnice, v Česku např. v Sedlci u Kutné Hory, vyzdobené ornamenty nebo dlážděním z lebek.

## Indonésie, Austrálie a Oceánie
V této oblasti byl lov lebek široce rozšířen a na některých ostrovech především v Melanésie a Indonésie přežil takřka do současnosti.
Na Papui Nové Guineji a přilehlých ostrovech Melanésie (Fidži, Šalomounovy ostrovy, Nové Hebridy) byl rituální lov lebek často spojen i s kanibalismem. Lebky zabitých nepřátel zde často sloužily jako fetiše plodnosti, které měly přinést úrodu polím a plodnost ženám vítězných bojovníků. V oblasti Polynésie byli obávanými lovci lebek zvláště novozélandští Maorové, kteří lebkami zdobili své domy a posvátná místa.
Široce byl lov lebek donedávna rozšířen také na ostrovech Indonésie. Prosluli jím zejména Dajákové z Kalimantanu (především Ibanové v Sarawaku), Toradžové z ostrova Sulawesi a Batakové ze Sumatry. Lebky zabitých nepřátel ukládali indonéští domorodci v podstřeší společných domů, nebo jimi zdobili jejich průčelí. Dajakové kromě lidských lebek "sbírali" také lebky ulovených orangutanů. Lov lebek praktikovali až do počátku 20. století také domorodci na Tchaj-wanu nebo Igoroti na Filipínách.

## Amerika

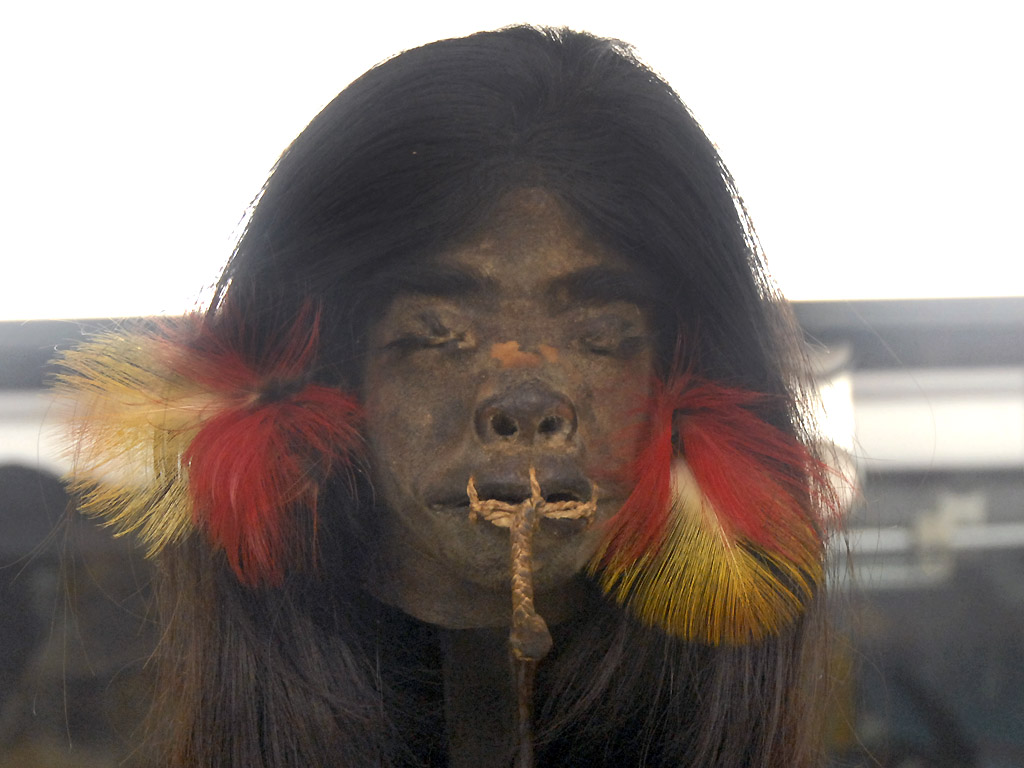
Trofejní hlava tsantsa amazonského kmene Chívarů

V minulosti byl lov lebek (nebo jeho alternativy) rozšířen u většiny indiánských etnik. Praktikovali ho i příslušníci těch nejvyspělejších předkolumbovských civilizací v Peru: Chavín, Nazca a Močikové i v Mezoamerice: Mayové, Toltékové, ale zejména Aztékové, kteří měli ve svých městech tzompanli – dřevěné „věšáky“, pokryté hlavami zabitých nepřátel a obětovaných zajatců.
V Severní Americe byl lov lebek záhy vytlačen „úspornějším“ skalpováním, udržel se zde jen u usedle žijících kmenů Severozápadního pobřeží, především Kwakiutlů, Haidů a Tlingitů.
V Amazonii indiáni ze skupin Chívarů a Mundurukúů dodnes praktikují lov hlav, i když v jejich případě je trofejí tsantsa.